# Pseudogloboquadrina
Pseudogloboquadrina es un género de foraminífero planctónico considerado un sinónimo posterior de Acarinina de la familia Truncorotaloididae, de la superfamilia Globorotalioidea, del suborden Globigerinina y del orden Globigerinida. Su especie tipo era Globoquadrina primitiva. Su rango cronoestratigráfico abarca desde el Selandiense (Paleoceno medio) hasta el Luteciense (Eoceno medio).

## Descripción
Pseudogloboquadrina incluía especies con conchas trocoespiraladas, globigeriniformes a planoconvexas; sus cámaras eran hemiesféricas, abrazadoras, y creciendo en tamaño de manera rápida; sus suturas intercamerales son incididas y rectas; su contorno ecuatorial era subtriangular a subcuadrado, y ligeramente lobulado; su periferia era ampliamente redondeada; su ombligo era moderadamente amplio y profundo; su abertura principal era interiomarginal, de umbilical a umbilical-extraumbilical, con forma de arco bajo y protegida con un labio o un diente; presentaban pared calcítica hialina, fuertemente perforada con poros en copa, y superficie reticulada y muricada.

## Discusión
Clasificaciones posteriores incluirían Pseudogloboquadrina en la familia Truncorotaloidinoidea. Pseudogloboquadrina es prácticamente homeomorfo al género Globoquadrina del Neógeno, pero fue propuesto porque su especie tipo está cronoestratigráficamente muy separado de las especies de Globoquadrina y por tanto no presenta ninguna relación filogenética.  Además, a diferencia de Globoquadrina, presenta pared muricada, por lo que la mayor parte de los autores incluyen su especie tipo en Acarinina. Por este motivo, Pseudogloboquadrina es considerada un sinónimo subjetivo posterior de Acarinina.

## Paleoecología
Pseudogloboquadrina, como Acarinina, incluía especies con un modo de vida planctónico, de distribución latitudinal cosmopolita, y habitantes pelágicos de aguas superficiales (medio epipelágico).

## Clasificación
Pseudogloboquadrina incluía a la siguiente especie:
- Pseudogloboquadrina primitiva †